# Riga krets

Riga krets läge i guvernementet Livland.

Riga krets (lettiska: Rīgas apriņķis, tyska: Rigische Kreis, ryska: Рижский уезд), var en av nio kretsar som guvernementet Livland i Kejsardömet Ryssland var indelat i. Den var belägen i den södra delen av guvernementet, ett område som idag utgör en del av mellersta Lettland. Huvudort var Riga, som även var huvudort för hela guvernementet.